# San Francisco Tetlanohcan
San Francisco Tetlanohcan är en kommun i Mexiko.   Den ligger i delstaten Tlaxcala, i den sydöstra delen av landet, 100 km öster om huvudstaden Mexico City.
Följande samhällen finns i San Francisco Tetlanohcan:
- Tetlanohcán